# معتمدية الجم
معتمدية الجم، هي معتمدية تونسية تقع في جهة الساحل وتتبع إداريا ولاية المهدية.

## سبب الشهرة
تشتهر معتمدية الجم بالمسرح الروماني الذي أنشأه الرومان عند سقوط قرطاج ( أفريكا في العهد الروماني) وكانت تقام فيه مباريات مصارعة يقوم فيها المحاربون بمصارعة الأسود وقد كان مركز إشعاع ثقافي وهو من الآثار الرومانية. حليا تقام فيه أيام الجم السنيمائية والموسيقية.وتشتهر المدينة بأشياء ثقافيه كثيره تجعلها مميزه جدا ولها تاريخ عريق

## السكان
حسب إحصائيات سنة 2004، يبلغ عدد سكان معتمدية الجم 41064 ساكن.